# Liste de femmes photographes

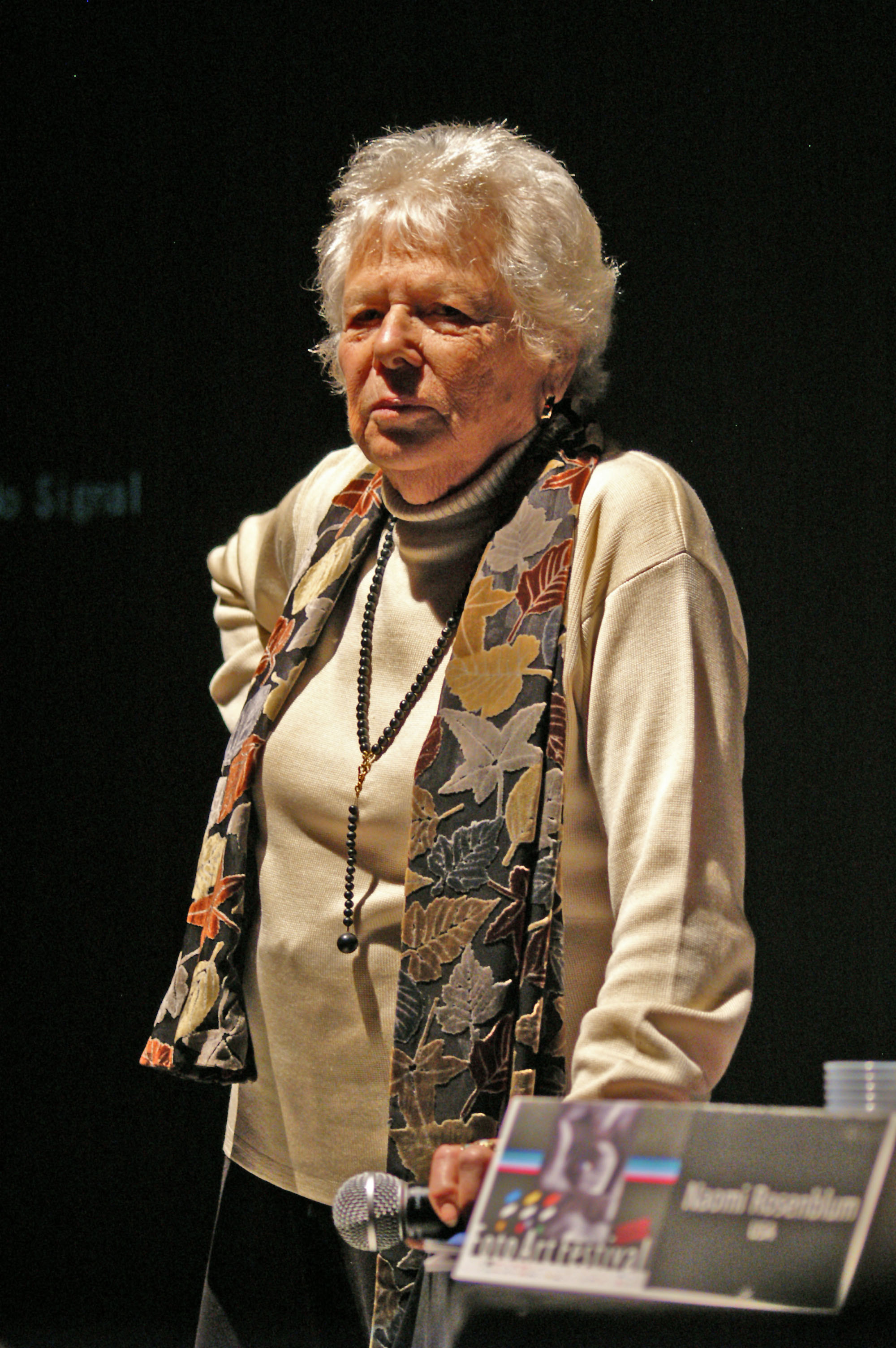
Naomi Rosenblum, historienne de la photographie et autrice de A History of Women Photographers à l'origine, en 1994, du concept de « Femmes photographes ».

Cet ensemble de listes recense des photographes de sexe féminin qui se sont illustrées dans cette activité à titre professionnel (photographes, photo-journalistes et photo-plasticiennes) ou amateur.
Les listes ci-dessous sont classées par grandes périodes chronologiques et par pays, avec par ailleurs une distinction pour une spécialité émergente : les plasticiennes.
La catégorie Femme photographe dresse une liste complète des femmes photographes présentes sur Wikipédia, par ordre alphabétique.

## Résumé synthétique
Voici un tableau synoptique présentant les femmes photographes et photo-plasticiennes les plus notoires dans le monde, époque par époque (XIXe siècle/2 (1840-1917), XXe siècle/1 (du traité de Versailles à la déclaration de guerre de l'Allemagne aux États-Unis), XXe siècle/2 et XXIe siècle) et pays par pays, ces pays étant donnés dans l'ordre de la diffusion de la pratique de la photographie par les femmes (Grande-Bretagne, Allemagne, États-Unis, France, Italie, Japon, Chine, Afrique, Afrique du Sud, etc.)
| —               | XIXe siècle/2 1840 - ± 1917                 | XXe siècle/1 1918-1941                                                                               | XXe siècle/2 1945-1990 | XXIe siècle/1 1990-2020 |
| --------------- | ------------------------------------------- | --- | --- | --- |
| Grande-Bretagne | Julia Margaret Cameron                      | Madame Yevonde                                                                                       | – | Olivia Arthur (en) Kate Barry Gillian Wearing                                                                                       |
| Allemagne       | Emilie Bieber                               | Hannah Höch Germaine Krull Yva                                                                       | Gertrud Arndt Hilla Becher Ilse Bing Liselotte Grschebina Hildegard Ochse Leni Riefenstahl                                                             | Hilla Becher |
| États-Unis      | Alice Austen Anne Brigman Gertrude Käsebier | Berenice Abbott Imogen Cunningham Gertrude Käsebier                                                  | Diane Arbus Eve Arnold Margaret Bourke-White Dorothea Lange Vivian Maier Lee Miller Mary Ellen Mark Lisette Model Inge Morath Cindy Sherman Ming Smith | Nan Goldin Diana Markosian Susan Meiselas Cindy Sherman Ming Smith Carrie Mae Weems                                                 |
| Italie          | –                                           | Tina Modotti                                                                                         | Letizia Battaglia | – |
| France          | Virginia Oldoini, comtesse de Castiglione   | Laure Albin-Guillot Lucienne Chevert Cosette Harcourt Ergy Landau Dora Maar                          | Jane Evelyn Atwood Valérie Belin Claude Cahun Irina Ionesco Catherine Leroy Orlan Bettina Rheims Sophie Ristelhueber Lise Sarfati Christine Spengler   | Jane Evelyn Atwood Carole Bellaïche Olivia Gay Françoise Huguier Laurence Leblanc Bettina Rheims Lise Sarfati Christine Spengler    |
| Europe          | Gabrielle Deman (Belgique)                  | Lucia Moholy (Allemagne) Gerda Taro (Espagne) Annemarie Schwarzenbach (Suisse) Sabine Weiss (Suisse) | Martine Franck (Belgique) Sabine Weiss (Suisse) Plasticienne espagnole                                                                                 | Charlotte Abramow (Belgique) Carla van de Puttelaar (en) (Pays-Bas) Lieve Blancquaert (Belgique) Aglaia Konrad (Autriche, Belgique) |
| Amérique latine | –                                           | – | Graciela Iturbide (Mexique) | Romina Ressia, Rosângela Rennó |
| Australie       | –                                           | – | Alice Springs | Vee Speers Alice Springs |
| Moyen-Orient    | –                                           | – | – | Shirin Neshat (Iran) Newsha Tavakolian (Iran)                                                                                       |
| Japon           | –                                           | – | Centenaire | Hiromix Mika Ninagawa |
| Chine           | –                                           | – | Shao Hua (en) | Chen Man (en) |
| Afrique         | –                                           | – | – | Delphine Diallo (Sénégal) |
| Afrique du Sud  | –                                           | – | – | Lebohang Kganye Zanele Muholi |

## Liste de listes

### Liste de Christian Bouqueret (1998)
22 femmes photographes présentées dans le livre de l'historien et collectionneur Christian Bouqueret Les Femmes photographes de la nouvelle vision en France, 1920-1940 (1998).
- Berenice Abbott
- Laure Albin Guillot
- Denise Bellon
- Ilse Bing
- Marianne Breslauer
- Claude Cahun
- Yvonne Chevalier
- Nora Dumas
- Gertrude Fehr
- Gisèle Freund
- Florence Henri
- Annelise Kretschmer
- Germaine Krull
- Ergy Landau
- Juliette Lasserre
- Thérèse Le Prat
- Dora Maar
- Lee Miller
- Lisette Model
- Madame d'Ora (Dora Philippine Kallmus)
- Rogi André
- Ré Soupault
- Gerda Taro
- Ylla

### Liste de Louis Mesplé (2006)
Le journaliste Louis Mesplé donne une liste des femmes photographes professionnelles de la photographie contemporaine de 1945 à 2005, y compris celles de la voie plasticienne, dans son livre L'Aventure de la photo contemporaine de 1945 à nos jours (2006).
- Diane Arbus
- (Bernd et) Hilla Becher
- Sophie Calle
- Sandra Eleta
- Nan Goldin
- Graciela Iturbide
- Karen Knorr
- Barbara Kruger
- Loretta Lux
- Annette Messager
- Lisette Model
- Sarah Moon
- Orlan
- Tatiana Parcero
- Sophie Ristelhueber
- Cindy Sherman

### Les deux listes de Federica Muzzarelli (2009)

#### Liste couvrant la période 1850-1940
Elle est l'objet de son livre Le Corps et l'Action.
- Gertrud Arndt (photographe amatrice)
- Alice Austen (photographe amatrice)
- Anne Brigman (photographe amatrice)
- Claude Cahun (écrivaine)
- Julia Margaret Cameron (photographe amatrice)
- Hannah Cullwick (femme de ménage et diariste)
- Clementina Hawarden (photographe amatrice)
- Florence Henri (un sous-chapitre[4] de celui sur Gertrud Arndt)
- Hannah Höch (plasticienne-photographe)
- Tina Modotti (femme photographe dans l'acception actuelle du terme)
- Virginia Oldoini (comtesse de Castiglione, photographiée par Pierre-Louis Pierson)
- Leni Riefenstahl (cinéaste puis photographe en Afrique[5])
- Madame Yevonde (femme photographe dans l'acception actuelle du terme)

#### Liste des femmes photographes professionnelles contemporaines
Liste donnée en introduction de l'ouvrage.
- Vanessa Beecroft
- Nan Goldin
- Mariko Mori
- Shirin Neshat
- Cindy Sherman
- Sam Taylor-Wood
- Inez van Lamsweerde

### Liste de Jay Kelly (2010)
C'est celle des biographies de la première édition (1994) de A History of Women Photographers de Naomi Rosenblum, portée de 240 à 267 noms en mentionnant en particulier des photographes chinoises et japonaises.
Elle va de Kathryn Abbe (en) à Else Simon Yva.

### Liste de Boris Friedewald (2014)
Boris Friedewald est un historien et critique d'art allemand. Il vit et travaille à Berlin. Sa liste est celle de 55 « Maîtresses de la lumière » (Meisterinnen des Lichts).
- Berenice Abbott
- Eve Arnold
- Ellen Auerbach
- Jessica Backhaus
- Tina Barney
- Sibylle Bergemann
- Margaret Bourke-White
- Claude Cahun
- Julia Margaret Cameron
- Imogen Cunningham
- Rineke Dijkstra
- Trude Fleischmann
- Martine Franck
- Gisèle Freund
- Nan Goldin
- Jitka Hanzlová (en)
- Clementina Hawarden
- Florence Henri
- Evelyn Hofer
- Candida Höfer
- Graciela Iturbide
- Lotte Jacobi
- Gertrude Käsebier
- Rinko Kawauchi
- Herlinde Koelbl (en)
- Germaine Krull
- Dorothea Lange
- An-My Lê (en)
- Helen Levitt
- Vera Lutter
- Vivian Maier
- Sally Mann
- Hellen van Meene (en)
- Susan Meiselas
- Lee Miller
- Lisette Model
- Tina Modotti
- Sarah Moon
- Inge Morath
- Zanele Muholi
- Madame d'Ora
- Bettina Rheims
- Viviane Sassen
- Shirana Shahbazi
- Cindy Sherman
- Dayanita Singh
- Rosalind Fox Solomon (en)
- Grete Stern
- Ellen von Unwerth
- JoAnn Verburg (en)
- Carrie Mae Weems
- Francesca Woodman
- Madame Yevonde (Middletown)

### Liste de Brigitte Govignon (2011)
Cette liste est tirée de la liste de biographies de l'ouvrage dirigé par l'historienne de l'art Brigitte Govignon La Petite Encyclopédie de la photographie (Éditions de La Martinière, 2011, p. 201). On y trouve 29 femmes sur les 209 photographes sélectionnés.
- Berenice Abbott
- Laure Albin-Guillot
- Diane Arbus
- Eve Arnold
- Jane Evelyn Atwood
- Bernd et Hilla Becher
- Ilse Bing
- Margaret Bourke-White
- Claude Cahun
- Sophie Calle
- Julia Margaret Cameron
- Cristina Garcia Rodero
- Nan Goldin
- Florence Henri
- Graciela Iturbide
- Gertrude Käsebier
- Germaine Krull
- Dorothea Lange
- Annie Leibovitz
- Helen Levitt
- Lee Miller
- Lisette Model
- Tina Modotti
- Sarah Moon
- Inge Morath
- Rogi André
- Cindy Sherman
- Sandy Skoglund
- Deborah Turbeville

### Liste de Hans-Michael Koetzle (2011)
Cette liste est tirée de l'ouvrage Photographes A-Z de Hans-Michael Koetzle, historien de la photographie, commissaire d'expositions et journaliste allemand. Il vit et travaille à Munich. On y trouve 43 photographes de sexe féminin sur 319 photographes mondiaux de tous temps et de tous pays, soit 13 %.
- Berenice Abbott
- Diane Arbus
- Eve Arnold
- Lillian Bassman
- Hilla Becher
- Aenne Biermann
- Ilse Bing
- Margaret Bourke-White
- Marianne Breslauer
- Imogen Cunningham
- Louise Dahl-Wolfe
- Rineke Dijkstra
- Trude Fleischmann
- Martine Franck
- Gisèle Freund
- Nan Goldin
- Florence Henri
- Irina Ionesco
- Graciela Iturbide
- Lotte Jacobi
- Herlinde Koelbl (en)
- Germaine Krull
- Inez van Lamsweerde
- Dorothea Lange
- Annie Leibovitz
- Helen Levitt
- Dora Maar
- Sally Mann
- Charlotte March
- Mary Ellen Mark
- Frances McLaughlin
- Lee Miller
- Lisette Model
- Tina Modotti
- Sarah Moon
- Inge Morath
- Ruth Orkin
- Bettina Rheims
- Leni Riefenstahl
- Cindy Sherman
- Alice Springs
- Ellen von Unwerth
- Yva

### Liste de Thomas Galifot (2015)
C'est une liste alphabétique de 75 femmes photographes couvrant la période des origines : 1839 à 1919. On la trouve sur la 2e de couverture du catalogue de l'exposition Qui a peur des femmes photographes ? (Hazan, 2015).
- Sarah Angelina Acland (en)
- Reine Alexandra
- Anna Atkins
- Alice Austen
- Emma Barton (en)
- Zaida Ben-Yusuf
- Amelia Bergner (en)
- Georgiana Louisa Berkeley
- Alice Boughton
- Madame Breton
- Lady Charlotte Bridgeman
- Lady Lucy Bridgeman
- Anne Brigman
- Christina Broom
- Julia Margaret Cameron
- Lizzie Caswall Smith
- Maria Chambefort
- Mairi Chisholm (en)
- Lena Connell (en)
- Imogen Cunningham
- Louise Deglane
- Jane Dieulafoy
- Mary Dillwyn
- Thereza Dillwyn Llewelyn
- Geneviève Élisabeth Disdéri
- Olive Edis (en)
- Madame Georges Evrard
- Emma Justine Farnsworth
- Florence Farmborough (en)
- Mary Georgina Filmer (en)
- Lucy Fleming
- Lady Alice Mary Gaisford
- Amélie Galup
- Madame Gelot-Sandoz
- Emme Gerhard (aînée des sœurs Gerhard (en))
- Mayme Gerhard (cadette des sœurs Gerhard)
- Kate Edith Goug
- Amélie Guillot-Saguez
- Adelaide Hanscom Leeson (en)
- Caroline Haskins Gurrey (en)
- Edith Hastings Tracy
- Clementina Hawarden
- Gabrielle Hébert
- Sophia Hoare
- Alice Hughes
- Frances Jocelyn (en)
- Frances Benjamin Johnston
- Gertrude Käsebier
- Minna Keene
- Helen Johns Kirtland
- Elsie Knocker (en)
- Louise Laffon
- Céline Laguarde
- Louise Leghait
- Mary Emma Lynn
- Sophie Macaire
- Isabelle Massieu
- Lady Mary Jane Matheson
- Franziska Möllinger
- Augusta Mostyn (en)
- Helen Murdoch
- Eveleen Myers (en)
- Caroline Emily Nevill
- Emily Pitchford (en)
- Kate Pragnell (en)
- Sarah Choate Sears
- Constance Talbot
- Jessie Tarbox Beals
- Harriet V. S. Thorne
- Suzanne Tranchant
- Angelina Trouillet
- Gabrielle Vassal
- Jenny de Vasson
- Madame Vaudé-Green
- Agnès Vérel
- Eva Watson-Schütze (en)
- Anna K. Weaver

### Liste de Marie Robert (2015)
C'est une autre liste alphabétique de 96 femmes photographes couvrant la période de 1918 à 1945. On la trouve sur la 3e de couverture du catalogue de l'exposition Qui a peur des femmes photographes ? (Hazan, 2015).
- Berenice Abbott
- Laure Albin Guillot
- Lola Alvarez Bravo
- Diane Arbus
- Gertrud Arndt
- Marta Astfalck-Vietz
- Ellen Auerbach
- Johanna Auscher
- Anna Barna
- Irene Bayer-Hecht (en)
- Lotte Stam-Beese
- Ruth Bernhard
- Eva Besnyö
- Aenne Biermann
- Ilse Bing
- Thérèse Bonney
- Katt Both
- Margaret Bourke-White
- Renata Bracksieck
- Marianne Brandt
- Marianne Breslauer
- Claude Cahun
- Julia Margaret Cameron
- Lizzie Caswall Smith
- Maria Chambefort
- Yvonne Chevalier
- Mairi Chisholm (en)
- Lena Connell (en)
- Anita Conti
- Imogen Cunningham
- Louise Dahl-Wolfe
- Alexandra David-Néel
- Madame d'Ora
- Germaine Dulac
- Lotte Errell
- Gertrude Fehr
- Gisèle Freund
- Lotte Goldstern-Fuchs
- Elisabeth Hase (en)
- Florence Henri
- Marta Hoepffner
- Madame Hohmann
- Hélène Hoppenot
- Olga Vsevolodovna Ignatovitch (ru)
- Lotte Jacobi
- Grit Kallin-Fischer
- Kata Kálmán
- Consuelo Kanaga
- Reynal Kay Bell
- Florence B. Kemmler
- Annelise Kretschmer
- Germaine Krull
- Ergy Landau
- Dorothea Lange
- Klára Langer
- Alma Lavenson
- Erna Lendvai-Dircksen (en)
- Helen Levitt
- Dora Maar
- Ella Maillart
- Marivo
- Margrethe Mather (en)
- Lady Mary Jane Matheson
- Helen Messinger Murdoch
- Hansel Mieth (en)
- Lee Miller
- Lisette Model
- Tina Modotti
- Lucia Moholy
- Marcel Moore
- Barbara Morgan
- Sonya Noskowiak
- Julia Pirotte
- Marion Post Wolcott
- Odette du Puigaudeau
- Elfriede Reichelt (de)
- Regina Relang (en)
- Frieda Gertrud Riess (en)
- Leni Riefenstahl
- Annemarie Schwarzenbach
- Olga Spolarics
- Ré Soupault
- Elfriede Stegemeyer
- Grete Stern
- Cami Stone (en)
- Joanna Szydlowska
- Gerda Taro
- Else Thalemann (en)
- Elsa Thiemann (en)
- Edith Tudor-Hart
- Doris Ulmann
- Eva Watson-Schütze (en)
- Mary Willumsen
- Wanda Wulz
- Madame Yevonde
- Yva

### Liste d'Élisabeth Couturier (2015)
Cette liste ne concerne que la photographie contemporaine. Six femmes photographes sur 20 photographes. Tirée de « 20 photographes » dans le livre de la journaliste Élisabeth Couturier Photographie contemporaine. Le guide.
- Hilla Becher
- Valérie Belin
- Rineke Dijkstra
- Sophie Ristelhueber
- Lise Sarfati
- Cindy Sherman

### Liste de Magnum Photos (2015)
Tirée de l'article de Susan Meiselas et Olivia Arthur « Conversation:Being a Woman in Photography », dans l'ordre chronologique d'entrée dans l'agence.
- Eve Arnold
- Inge Morath
- Marilyn Silverstone
- Susan Meiselas
- Mary Ellen Mark
- Martine Franck
- Lise Sarfati
- Olivia Arthur (en)
- Cristina Garcia Rodero
- Alessandra Sanguinetti (en)
- Carolyn Drake (en)
- Newsha Tavakolian
- Bieke Depoorter
- Diana Markosian
- Cristina de Middel

### Liste de l'expositionDonne e Fotografia(2017-2018)
Exposition des photographies de 160 femmes photographes du monde entier, de Fatima Abbadi (Jordanie) à Maria Zorzon (Argentine), en noir et blanc et en couleurs, qui a eu lieu de septembre 2017 à janvier 2018 à Udine en Italie.
- Fatima Abbadi
- Berenice Abbott
- Umida Akhmedova (en)
- Laure Albin Guillot
- Lola Alvarez Bravo
- Rogi André
- Diane Arbus
- Eve Arnold
- Marina Ballo Charmet
- Letizia Battaglia
- Shobha Battaglia
- Inez Baturo (pl)
- Marina Berio
- Ruth Bernhard
- Rosangela Betti
- Lynn Bianchi (en)
- Jelena Blagović
- Irena Blühová (en)
- Hou Bo
- Claude Bodier Batho
- Margaret Bourke-White
- Marianne Brandt
- Marilyn Bridges (en)
- Barbara Morgan
- Lynn Butler
- Marcella Campagnano
- Lisetta Carmi
- Ghitta Carell
- Frances Carpenter (en)
- Carla Cerati
- Denise Colomb
- Augusta Conchiglia
- Gabriella Csozso
- Imogen Cunningham
- Judy Dater
- Liliane de Cock (en)
- Pamela de Marris
- Diana Y Marlo
- Delphine Diallo
- Desiree Dolron
- Gertrude Duby
- Rena Effendi (en)
- Angele Etoundi Essamba
- Gertrude Fehr
- Trude Fleischmann
- Rosa Foschi
- Barbara Forshay
- Martine Franck
- Gisèle Freund
- Susan Friedman
- Toto Frima
- Toni Frissell
- Enikő Gábor
- Serena Gallini
- Flor Garduño
- Nan Goldin
- Dorothee Gol
- Henriette Grindat
- Anne-Marie Grobet
- Shu Hamaura
- Ester Havlová (cs)
- Annemarie Heinrich
- Florence Henri
- Majlinda Hoxha
- Regina Hübner
- Zann Huizhen Huang
- Elizaveta Ignatovic
- Connie Imboden
- Irina Ionesco
- Graciela Iturbide
- Monique Jacot
- Bruna Kazinoti
- Uma Kinoshita
- Jaschi Klein
- Sabine Korth
- Germaine Krull
- Dorothea Lange
- Rebeka Legovic
- Annie Leibovitz
- Gerda Leo (de)
- Jana Leon
- Elaine Ling (en)
- Monia Lippi
- Mari Mahr (en)
- Rebecca Major
- Mary Ellen Mark
- Cindy Marle
- Paola Mattioli (it)
- Marie Maurel de Maillé
- Ruth Mayerson Gilbert
- Janice Mehlman
- Sheila Metzner (en)
- Susan Meiselas
- Manuela Metalli
- Lee Miller
- Tina Modotti
- Lucia Moholy
- Edit Molnár
- Daniela Monaci
- Sarah Moon
- Inge Morath
- Galina Moskaleva
- Eleni Mouzakiti
- Maria Mulas (it)
- Shirin Neshat
- Janine Niépce
- Cristina Nuñez
- Eleonora Olivetti
- Cristina Omenetto
- Elizabeth Opalenik
- Ana Opalić
- Orlan
- Lina Pallotta
- Slavka Pavić (hr)
- Lynwood Pelham
- Dita Pepe
- Anna Pisula-Mandziej
- Marion Post Wolcott
- Joan Powers
- Lieve Prins (nl)
- Agnese Purgatorio
- Bettina Rheims
- Leni Riefenstahl
- Ursula Richter (photographe) (en)
- Louise Rosskam
- Ernestine Ruben
- Marialba Russo
- Katarina Sadowski
- Sára Saudková (cs)
- Jane Schreibman
- Cindy Sherman
- Dayanita Singh
- Sandy Skoglund
- Viera Sláviková
- Vee Speers
- Camila Sposati
- Elisabeth Sunday (en)
- Karin Székessy (de)
- Brigitte Tast (de)
- Newsha Tavakolian
- Joyce Tenneson
- Olga Tobreluts (en)
- Naomi Toki
- Ivana Tomanovic
- Giuliana Traverso
- Linda Troeller
- Deborah Turbeville
- Doris Ulmann
- Carla van de Puttelaar (en)
- Daniëlle van Zadelhoff
- Tereza Vlčková
- Verena von Gagern-Steidle (de)
- Sabine Weiss
- Katarzyna Widmańska
- Alice Wielinga
- Susannah Wilshire Torem
- Wong Wo Bik (en)
- Wanda Wulz
- Mariana Yampolsky
- Madame Yevonde
- Yva
- Cristina Zelich
- Erzsébet Zinner
- María Zorzon

### ListeFamousPhotographers.net
Trente femmes sur 179 photographes.
- Eve Arnold
- Berenice Abbott
- Diane Arbus
- Melissa Auf Der Maur
- Margaret Bourke-White
- Julia Margaret Cameron (amateure)
- Claude Cahun
- Sophie Calle (plasticienne)
- Rineke Dijkstra
- Anne Geddes
- Nan Goldin
- Barbara Kruger
- Dorothea Lange
- Annie Leibovitz
- Mary Ellen Mark
- Vivian Maier (amateure)
- Sally Mann
- Linda McCartney
- Mary McCartney
- Lee Miller
- Bettina Rheims
- Leni Riefenstahl
- Cindy Sherman
- Floria Sigismondi
- Sandy Skoglund
- Tina Modotti
- Gerda Taro
- Ellen von Unwerth
- Eudora Welty
- Francesca Woodman

### Liste des lauréates duprix Niépce
- 1967 : Dorine Berdoy avec Pierre Berdoy son mari
- 1976 : Marie Pérennou
- 1979 : Françoise Saur
- 1987 : Agnès Bonnot
- 1989 : Gladys
- 1995 : Marie-Paule Nègre
- 1996 : Lise Sarfati
- 1998 : Florence Chevallier
- 2004 : Claudine Doury
- 2005 : Elina Brotherus
- 2006 : Onodera Yuki
- 2009 : Stéphanie Lacombe
- 2013 : Valérie Jouve
- 2016 : Laurence Leblanc
- 2020 : Marina Gadonneix
- 2023 : Juliette Agnel
- 2024 : Anne-Lise Broyer

## Liste par ordre chronologique et par pays

### XIXesiècle

#### France
- Madame Breton (1809-1895)
- Élisabeth Disdéri (vers 1817-1878)
- Louise Laffon (1828-après 1885)
- Virginia Oldoini, comtesse de Castiglione (1837-1899)[10]

#### Pologne
- Jadwiga Golcz

#### Canada
- Sally Elizabeth Wood (1857-1958), photographe au Québec

#### Pays anglo-saxons
États-Unis, Royaume-Uni
- Anna Atkins (1799-1871)
- Sarah Anne Bright (1793-1866)
- Julia Margaret Cameron (1815-1879)[10]
- Hannah Cullwick (1833-1909)[10]
- Clementina Hawarden (1822-1865)[10]

### XXesiècle

#### France
- Laure Albin-Guillot
- Claude Batho
- Alexandra Boulat
- Claude Cahun[10]
- Françoise Demulder
- Gisèle Freund
- Martine Franck
- Cosette Harcourt
- Suzanne Held
- Ergy Landau
- Germaine Krull
- Catherine Leroy
- Dora Maar
- Janine Niépce
- Arlette Rosa-Lameynardie
- Alix Cléo Roubaud
- Jenny de Vasson
- Véronique de Viguerie
- Sabine Weiss

#### Pays anglo-saxons
- Anne Brigman [10]
- Alice Austen (1866-1952)[10]

#### Autres pays d'Europe
- Gabrielle Deman, Belgique (1881-1962)
- Hannah Höch, Allemagne[10]
- Hildegard Jäckel, Allemagne
- Tina Modotti, Italie (1896-1942)[10]
- Leni Riefenstahl, Allemagne[10]
- Annemarie Schwarzenbach, Suisse (1908-1942)
- Julia Pirotte, Pologne (1908-2000)
- Aglaia Konrad , Autriche, Belgique (1960-)
- Victoria Ivleva, Russie, née en 1956.

### XXIesiècle
Ces photographes sont en activité, soit en prise de vue, soit en édition.

#### France
- Jane Evelyn Atwood
- Martine Barrat
- Dominique Darbois
- Delphine Diallo
- Claudine Doury
- Flore
- Aurélia Frey
- Suzanne Held
- Françoise Huguier
- Irina Ionesco
- Dominique Issermann
- Marie Maurel de Maillé
- Corinne Mercadier
- Sarah Moon
- Bettina Rheims
- Lise Sarfati
- Françoise Saur
- Christine Spengler
- Véronique de Viguerie
- Sabine Weiss
- Sophie Zénon

#### Pays anglo-saxons
- Renée C. Byer
- Judy Dater
- Ruth Fremson
- Nan Goldin
- Annie Leibowitz
- Carmelita Little Turtle
- Susan Meiselas
- Kourtney Roy
- Cindy Sherman
- Bunny Yeager

#### Canada
- Raymonde April
- Ana Black
- Geneviève Cadieux
- Dana Claxton
- Lynne Cohen
- Francine Gagnon
- Angela Grauerholz
- Heidi Hollinger
- Sylvie Laliberté
- Gisèle Lamoureux
- Liz Magor
- Nina Raginsky
- Clara Sipprell
- Ariane Thézé
- Margaret Watkins
- Irene Whittome

#### Belgique
- Charlotte Abramow
- Lieve Blancquaert
- Karin Borghouts
- Elisabeth Broekaert
- Virginie Nguyen Hoang

#### Italie
- Letizia Battaglia
- Vanessa Beecroft
- Rossella Bellusci
- Lisetta Carmi
- Giovanna Casotto
- Virginia de Castiglione
- Carla Cerati
- Tea Falco
- Paola Ghirotti (en)
- Živa Kraus
- Cecilia Mangini
- Raffaela Mariniello
- Tina Modotti
- Francesca Rivetti
- Annabella Rossi
- Chiara Samugheo
- Lucia Simion
- Alessandra Tesi

#### Autres pays d'Europe
- Mauren Brodbeck
- Ana Dias
- Margret Storck
- Aglaia Konrad
- Victoria Ivleva

#### Chine
- Li Lanying
- Yan Ling
- Wang Mio
- Gu Shu Xing

#### Japon
- Mikiko Hara
- Hiromix
- Hisae Imai
- Ariko Inaoka (en)
- Rinko Kawauchi
- Aya Kida (en)
- Fusako Kodama
- Michiko Kon
- Yasuko Kotani (en)
- Sachiko Kuru[11]
- Miyuki Matsuda (en)
- Michiko Matsumoto
- Ishiuchi Miyako[11]
- Tomoko Miyamoto
- Yurie Nagashima
- Mika Ninagawa
- Rika Noguchi
- Yoshino Ōishi[11]
- Yuki Onodera
- Kei Orihara
- Tsuneko Sasamoto[11]
- Tomoko Sawada (en)
- Shima Ryū
- Mieko Shiomi
- Kunie Sugiura
- Ryoko Suzuki (en)
- Yoshi Takata
- Cozue Takagi
- Toyoko Tokiwa
- Eiko Yamazawa[11]
- Miwa Yanagi
- Shizuka Yokomizo (en)
- Ruiko Yoshida[11]

#### Viet Nam
- An-My Lê (en)

#### Afrique
- Mounia Youssef
- Louiza Ammi

- Zanele Muholi

## Photographes par domaine

### Photographes artistiques
- Claude Cahun
- Flore
- Floriane de Lassée
- Dolorès Marat
- Corinne Mercadier
- Sophie Zénon
- Romina Ressia

### Photographes documentaires
- Berenice Abbott
- Diane Arbus
- Maria Austria
- Eva Besnyö
- Lieve Blancquaert
- Karin Borghouts
- Elisabeth Broekaert
- Martine Franck
- Germaine Krull
- Dorothea Lange
- Helen Levitt
- Tish Murtha
- Françoise Saur
- Sabine Weiss

### Photographes de guerre
- Alexandra Boulat
- Margaret Bourke-White
- Dickey Chapelle
- Françoise Demulder
- Isabel Ellsen
- Kati Horna
- Laurence Geai
- Olga Lander
- Camille Lepage
- Catherine Leroy
- Susan Meiselas
- Lee Miller
- Virginie Nguyen Hoang
- Christine Spengler
- Gerda Taro
- Véronique de Viguerie

### Photographes de mode
- Delphine Diallo
- Sarah Moon
- Yva

### Photographes plasticiennes

#### France
- Lucie de Barbuat, du duo d'artistes Brodbeck & de Barbuat
- Valérie Belin
- Sophie Calle
- Natacha Lesueur
- Sabine Pigalle
- Sophie Ristelhueber
- Smith (ex-Dorothée Smith)

#### Pays anglo-saxons
- Claire Pentecost
- Lorna Simpson

#### Autres
- Esther Ferrer (Espagne)

### Photographes portraitistes
- Emilie Bieber
- Hildegard Jäckel
- Bettina Rheims
- Imogen Cunningham
- Thérèse Le Prat
- Jenny de Vasson
- Madame Yevonde[10]

### Photojournalistes
En 2017, Magnum Photos compte dix femmes sur les 70 membres de l'agence.
- Laurence Geai
- Lee Miller
- Germaine Van Parys
- Véronique de Viguerie
- Julia Pirotte
- Victoria Ivleva

### Photographes publicitaires
- Sabine Weiss
- Dominique Issermann

### Photographes de rue
- Vivian Maier[N 3]
- Martha Cooper

## Femmes photographes féministes
Féministes et militantes.
- Charlotte Abramow
- Helena Almeida
- Judy Dater
- Marie Docher
- Esther Ferrer
- Tina Modotti
- Zanele Muholi